# Qutubi
Qutubi, även känd som Hutubi, är ett härad som lyder under den autonoma prefekturen Changji i Xinjiang-regionen i nordvästra Kina. Det ligger omkring 110 kilometer nordväst om regionhuvudstaden Ürümqi. 